# Světový pohár v biatlonu 2020/2021 – Oberhof 2
6. podnik Světového poháru v biatlonu v sezóně 2020/2021 probíhal od 13. do 17. ledna 2021 v německém Oberhofu. Na programu podniku byly závody ve sprintu, závody s hromadným startem a štafety.
Závody stejně jako předchozí týden ovlivnily infekce koronaviru a s tím spojené karantény. Nejvíce na to doplatil bulharský a český tým.

## Program závodů
Oficiální program:
| Datum     | Disciplína                       | Začátek (SEČ) | Počet závodníků |
| --------- | -------------------------------- | ------------- | --------------- |
| 13. ledna | Sprint (muži)                    | 14:30         | 100             |
| 14. ledna | Sprint (ženy)                    | 14:30         | 99              |
| 15. ledna | Štafeta (muži)                   | 14:30         | 24 týmů         |
| 16. ledna | Štafeta (ženy)                   | 14:45         | 20 týmů         |
| 17. ledna | Závod s hromadným startem (muži) | 12:30         | 30              |
| 17. ledna | Závod s hromadným startem (ženy) | 15:00         | 30              |

## Průběh závodů
Také v tomto týdnu řešilo vedení reprezentace stejně jako v předchozím kole nedostatek závodníků způsobený infekcí koronaviru. K týmu se připojil junior Mikuláš Karlík a trenéři pro páteční štafetu počítali i s Jonášem Marečkem. Ten však do té doby nezískal dostatek kvalifikačních bodů a proto nejdříve odjel na závody IBU Cupu v německém Arberu. Koronavirem byl stále postižen i servisní tým, kterému v tomto týdnu pomohl bývalý reprezentant a trenér Zdeněk Vítek (nahradil Michala Šlesingra).
Závody komplikovalo i počasí – před tréninky hustě sněžilo, hrozilo zřícení stromů na trať, a proto se mohlo jen omezeně trénovat.

### Sprinty
V závodě mužů dlouho v průběžném pořadí vedl Nor Sturla Holm Laegreid. Favorizovaný Johannes Thingnes Bø střílel stejně jako jeho reprezentační kolega čistě a v každém kole jel rychleji, takže si před Laegreidem udržoval náskok kolem deseti vteřin, který při dojezdu do cíle ještě nepatrně navýšil. Třetí skončil průběžně se zlepšující Němec Arnd Peiffer.
Čeští závodníci startovali z důvodů pozitivních testů na koronavirus pouze ve třech. Nejlépe dojel Ondřej Moravec, který udělal dvě chyby při střelbě vleže, ale vstoje střílel čistě. Kromě prvního kola však běžel pomaleji a dojel na 58. místě. Jakub Štvrtecký se čtyřmi chybami skončil v cíli na 77. pozici a Mikuláš Karlík, který si zde odbyl premiéru ve světovém poháru, dojel s pěti nezasaženými terči na 99. místě.
Ve sprintu žen se o umístění na prvních místech rozhodlo během několika minut. Nejprve dojela průběžně první do cíle Francouzka Anaïs Chevalierová-Bouchetová, kterou o čtyři vteřiny předstihla její krajanka a jmenovkyně Justine Braisazová-Bouchetová. Francouzku vzápětí předjela o sedm vteřin Rakušanka Lisa Hauserová. V posledním kole byla tou dobou již Italka Dorothea Wiererová, která si po bezchybné střelbě vytvořila několikavteřinový náskok, se kterým dojela i do cíle. Norka Tiril Eckhoffová sice nezasáhla při druhé střelbě jeden terč, ale běžela ze všech nejrychleji a malou ztrátu na Wiererovou i v posledním kole rychle eliminovala a zvítězila téměř o deset vteřin. Z českých biatlonistek dojela nejlépe Markéta Davidová, která běžela také velmi rychle, ale při každé střelbě udělala jednu chybu a dojela desátá. Body do světového poháru získala i Lucie Charvátová na 29. místě.

### Štafety
V závodě mužů se ve vedení střídalo Německo, Itálie a Francie. Její reprezentant Johannes Dale však musel po své první střelbě na trestné kolo a klesla na 17. místo. Ještě větší výpadek postihl německou štafetu, kdy Phillip Horn po předposlední střelbě jel tři trestná kola a klesl z první na čtvrtou pozici. V čele se udržovala Francie před Itálií, ale Norsko se zásluhou Johannese Thingnese Bø na posledním úseku k této dvojici přibližovalo. Ital Dominik Windisch pak udělal při poslední střelbě dvě chyby, Bø jej předjel a stíhal Francouze Émiliena Jacquelina. Ztrátu přes 20 vteřin postupně zmenšoval, ale předjet se mu jej nepodařilo a dojel druhý o čtyři vteřiny. Česká štafeta se udržovala zpočátku kolem sedmého místa, ale Jakub Štvrtecký zasáhl při střelbě vstoje jen dva terče z osmi, jel tři trestná kola a klesl na 22. pozici. Junior Jonáš Mareček při své první účasti ve světovém poháru střílel jen s jednou chybou, ale jel nejpomaleji ze všech. Mikuláš Karlík udělal sice tři chyby při střelbě, ale běžel rychleji a zlepšil pozici české štafety na 18. místo.
Ve štafetě žen se zpočátku držely v čele Italky, ale po třetí střelbě přebraly vedení Francouzky. Justine Braisazová-Bouchetová však musela po šesté střelbě na dvě trestná kola a do čela se dostalo Bělorusko těsně následované německou štafetou. Franziska Preussová střílela na svém úseku lépe než Jelena Kručinkinová, získala tak dvacetivteřinový náskok, který s jistotou uhájila až do cíle. Třetí dojelo Švédsko, které se na této pozici udržovalo od poloviny závodu. 
Český tým vinou pomalejšího běhu Evy Puskarčíkové předával do druhého úseku na 11. místě. Tuto pozici pak Jessica Jislová a hlavně Markéta Davidová vylepšily o šest míst s  minimální ztrátou na třetí Švédsko. Lucie Charvátová v závěrečném úseku běžela s velkým náskokem na pátém místě, ale po střelbě vstoje musela na jedno trestné kolo. Předjela ji však jen Julia Simonová z Francie, a české biatlonistky tak obsadily šesté místo.

### Stíhací závody
V závodě mužů se od startu udržoval v čelní skupině Nor Tarjei Bø. V polovině závodu se dostal do čela, ale při poslední střelbě jednou chyboval a do čela se dostali bezchybně střílející Rakušané Felix Leitner a Simon Eder a Švýcar Benjamin Weger. Bo je dokázal do prvního mezičasu dostihnout, po chvíli je předjel a s malým náskokem si dojel pro vítězství. Druhý skončil Leitner, pro kterého to byly první stupně vítězů v kariéře, a třetí Weger. Vedoucí závodník světového poháru Johannes Thingnes Bø udělal celkem čtyři chyby na střelnici a dojel sedmý.
Český tým neměl v tomto závodě žádného zástupce – jediný, kdo se do něj kvalifikoval, byl Michal Krčmář, který se ale zotavoval z prodělaného onemocnění koronavirem.
Závod žen nebyl ovlivněn počasím, přesto žádná závodnice nezvládla všechny čtyři střelecké položky bezchybně. Do poloviny závodu jela v čele větší skupina závodnic, kterou dvakrát vedla Markéta Davidová. Při třetí střelbě však Davidová stejně jako všechny závodnice z první desítky průběžného pořadí chybovala. Jedinou výjimkou byla Italka Dorothea Wiererová, která tak odjížděla s dvacetivteřinovým náskokem. Při poslední střelecké položce chybovala i ona a do čela se dostala Francouzka Julia Simonová. Do prvního mezičasu ji předjela Němka Franziska Preussová, ale Simonová se v posledním stoupání dostala zase před ní a poprvé v kariéře zvítězila. Davidová po dvou chybách při poslední střelbě výrazně klesla v pořadí, ale v posledním úseku před cílem a v cílové rovině předjela čtyři závodnice a obsadila desáté místo.

## Umístění na stupních vítězů

### Muži
| Disciplína                        | První místo                                                                    | Výkon                                         | Druhé místo                                                                    | Výkon                                        | Třetí místo                                                           | Výkon                                                     |
| Sprint (10 km)                    | Johannes Thingnes Bø                                                           | 24.43,6 (0+0)                                 | Sturla Holm Laegreid                                                           | 24.56,0 (0+0)                                | Arnd Peiffer                                                          | 25.11,5 (0+0)                                             |
| Závod s hromadným startem (15 km) | Tarjei Bø                                                                      | 37.41,9 (0+0+0+1)                             | Felix Leitner                                                                  | 37.45,5 (0+0+0+0)                            | Benjamin Weger                                                        | 37.49,7 (0+0+0+0)                                         |
| Štafeta (4×7,5 km)                | Francie Simon Desthieux Quentin Fillon Maillet Fabien Claude Émilien Jacquelin | 1:22.28,0 (0+1) (0+1) (0+0) (0+0) (0+1) (0+1) | Norsko Vetle Sjåstad Christiansen Johannes Dale Tarjei Bø Johannes Thingnes Bø | 1:22.32,2 0+0) (0+1) (1+3) (0+0) (0+0) (0+0) | Itálie Thomas Bormolini Lukas Hofer Tomasso Giacomel Dominik Windisch | 1:23.34,6 (0+0) (0+1) (0+0) (0+0) (0+2) (0+0) (0+0) (0+2) |

### Ženy
| Disciplína                          | První místo                                                                      | Výkon                                                     | Druhé místo                                                                    | Výkon                                                     | Třetí místo                                                             | Výkon                                                     |
| Sprint (7,5 km)                     | Tiril Eckhoffová                                                                 | 22.33,8 (0+1)                                             | Dorothea Wiererová                                                             | 22.43,1 (0+0)                                             | Lisa Hauserová                                                          | 22.43,4 (0+0)                                             |
| Závod s hromadným startem (12,5 km) | Julia Simonová                                                                   | 40.11,1 (0+1+2+0)                                         | Franziska Preussová                                                            | 40.15,0 (1+0+1+0)                                         | Hanna Öbergová                                                          | 40.22,8 (1+0+1+1)                                         |
| Štafeta (4×6 km)                    | Německo Vanessa Hinzová Janina Hettichová Denise Herrmannová Franziska Preussová | 1:14.31,5 (0+0) (0+0) (0+0) (0+3) (0+1) (0+1) (0+0) (0+0) | Bělorusko Iryna Kryuková Dzinara Alimbekavová Hanna Solová Jelena Kručinkinová | 1:14.49,0 (0+1) (0+1) (0+2) (0+0) (0+2) (0+1) (0+0) (0+2) | Švédsko Mona Brorssonová Linn Perssonová Elvira Öbergová Hanna Öbergová | 1:15.27,2 (0+0) (0+0) (0+0) (0+1) (0+3) (0+1) (0+0) (0+0) |

## Pořadí zemí
| Pořadí | Země      | 1. místo | 2. místo | 3. místo | Celkově |
| ------ | --------- | -------- | -------- | -------- | ------- |
| 1.     | Norsko    | 3        | 2        | 0        | 5       |
| 2.     | Francie   | 2        | 0        | 0        | 2       |
| 3.     | Německo   | 1        | 1        | 1        | 3       |
| 4.     | Itálie    | 0        | 1        | 1        | 2       |
| 4.     | Rakousko  | 0        | 1        | 1        | 2       |
| 6.     | Bělorusko | 0        | 1        | 0        | 1       |
| 7.     | Švédsko   | 0        | 0        | 2        | 2       |
| 8.     | Švýcarsko | 0        | 0        | 1        | 1       |
|        | Celkem    | 6        | 6        | 6        | 18      |